# Pinctada margaritifera
Pinctada margaritifera, comúnmente conocida como ostra perla de labios negros, es una especie de ostra de perla, un molusco bivalvo marino de la familia Pteriidae. Esta especie es común en el Indo-Pacífico dentro de los arrecifes de coral tropicales.
La capacidad de P. margaritifera para producir perlas significa que la especie es un recurso valioso para los humanos. Las ostras se cosechan en la naturaleza de los arrecifes de coral y también se cultivan comúnmente en la acuicultura, ambas principalmente en la región del Indo-Pacífico.

## Descripción
El nombre común de esta especie se refiere a la coloración negra a lo largo de los márgenes del interior de la concha. Externamente, el caparazón es de color marrón grisáceo oscuro o verde, aunque las manchas blancas son comunes en todo el caparazón. Los adultos suelen alcanzar entre 20 y 25 centímetros de altura. Una característica distintiva de la especie es que la bisagra no tiene dientes.
Los géneros Pinctada y Pteria a menudo se confunden. En Pinctada, la bisagra es larga y recta, el extremo largo de la concha forma un ángulo recto con la bisagra y la valva izquierda es ligeramente más profunda que la derecha. En el género Pteria, el ancho de la concha es mucho más largo que su altura y el ángulo de la bisagra es prominente y pronunciado.

## Rango
Pinctada margaritifera ocupa un amplio rango a lo largo del Golfo Pérsico, mar Rojo, Sudán, Papua Nueva Guinea, Australia, Polinesia Francesa, islas Cook, Indonesia, islas Andaman y Nicobar, parte suroeste del océano Índico, Japón y el océano Pacífico, y varios ubicaciones en la costa de la India.

## Hábitat
P. margaritifera se encuentra en áreas de arrecifes de coral. Estos alimentadores de suspensión pueden prosperar en condiciones de bajo fitoplancton. La ostra perlera se adhiere a los percebes y otros sustratos duros a través de un biso. Prosperan en las zonas intermareales y submareales, a profundidades desde la marea baja hasta los 75 metros. Los hábitats suelen caracterizarse como oligotróficos y de baja turbidez . Otras especies, como esponjas, hidroides, poliquetos, lamellibranquios, anfípodos, decápodos, equinodermos y peces, suelen tener una estrecha relación con los criaderos de ostras perleras.

## Relevancia humana
Esta especie se cultiva y cosecha comúnmente para obtener perlas, y existe un consenso general de que la calidad de las perlas de Pinctada margaritifera es la más alta de todas las ostras perleras. Las perlas se forman cuando un parásito u otro irritante ingresa a la ostra y la ostra libera nácar para cubrir el objeto, creando finalmente una pequeña perla. Es un mito popular que la arena es un irritante común que induce la nucleación de perlas, sin embargo, esto es muy raro, si es que alguna vez ocurre. Los bivalvos son capaces de eliminar la arena de sus cuerpos de manera extremadamente efectiva, y los estudios de los núcleos de perlas han demostrado que la gran mayoría se forma a partir de la incursión de parásitos, otros irritantes orgánicos o incluso daños en los tejidos. La liberación del nácar de la ostra sirve como una adaptación del sistema inmunológico para aislar la partícula invasora y la irritación. P. margaritifera en particular produce perlas grises o negras.
La ecología bentónica de la región es un factor significativo en la tasa de producción y la calidad de las perlas. Son preferibles los fondos rocosos, con grava y bajas concentraciones de limo, y las corrientes son necesarias para mantener el agua limpia con fitoplancton fresco y la eliminación de materia fecal. Las corrientes más fuertes provocan un desarrollo de perlas más rápido pero de menor calidad.

## Galería de imágenes

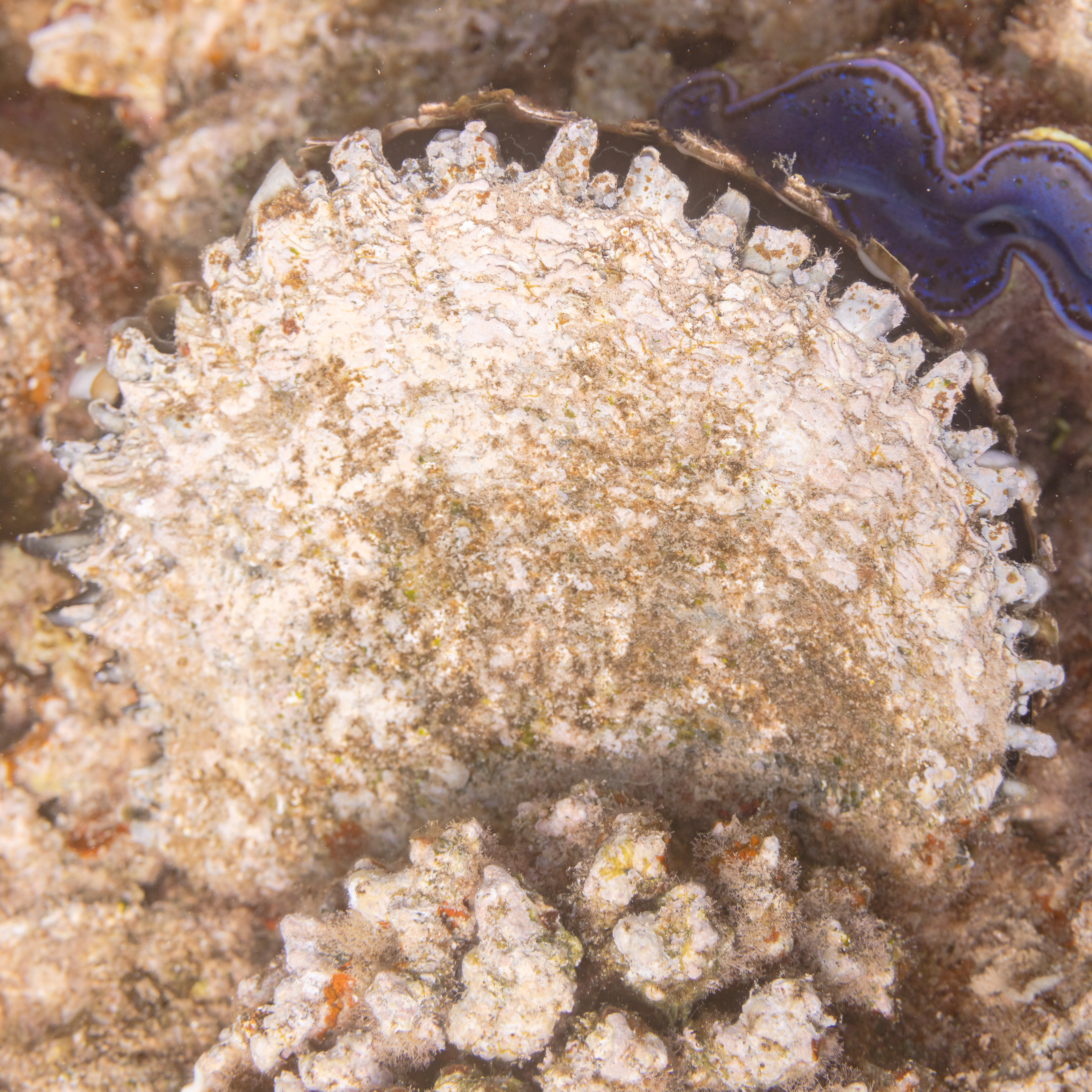
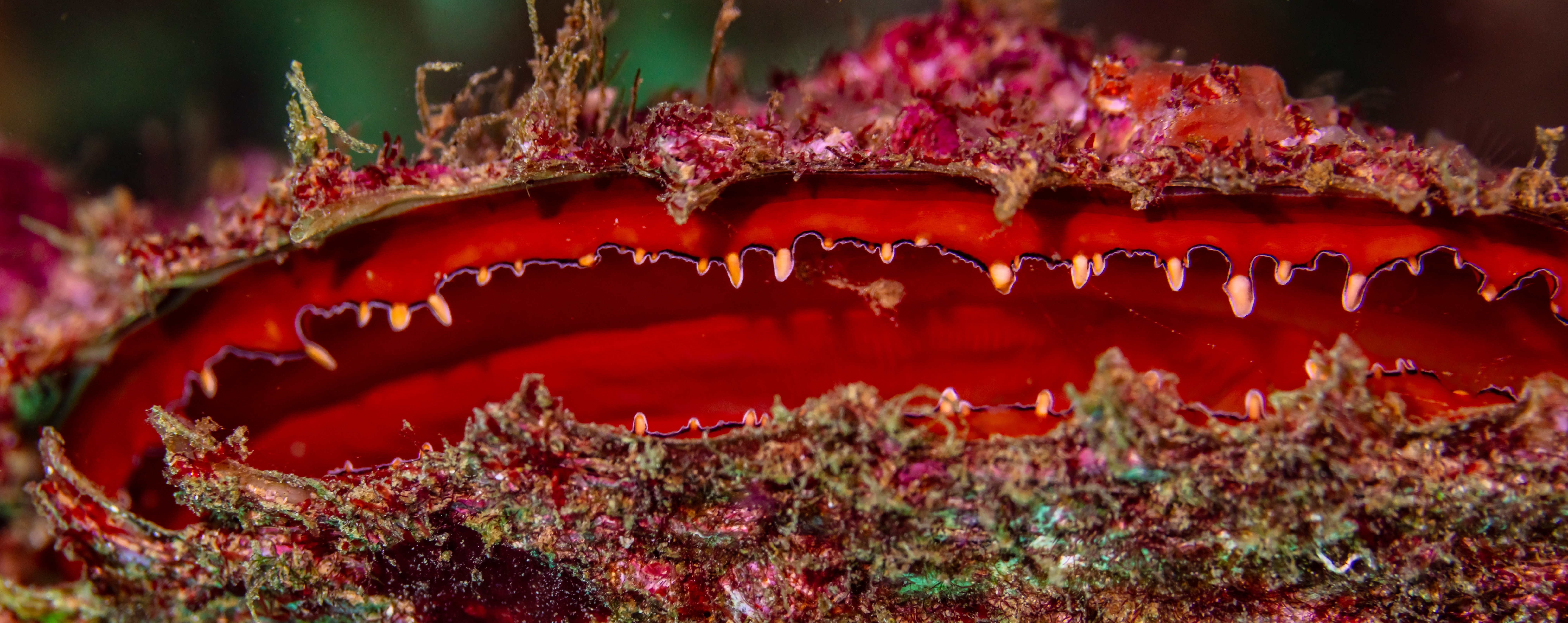
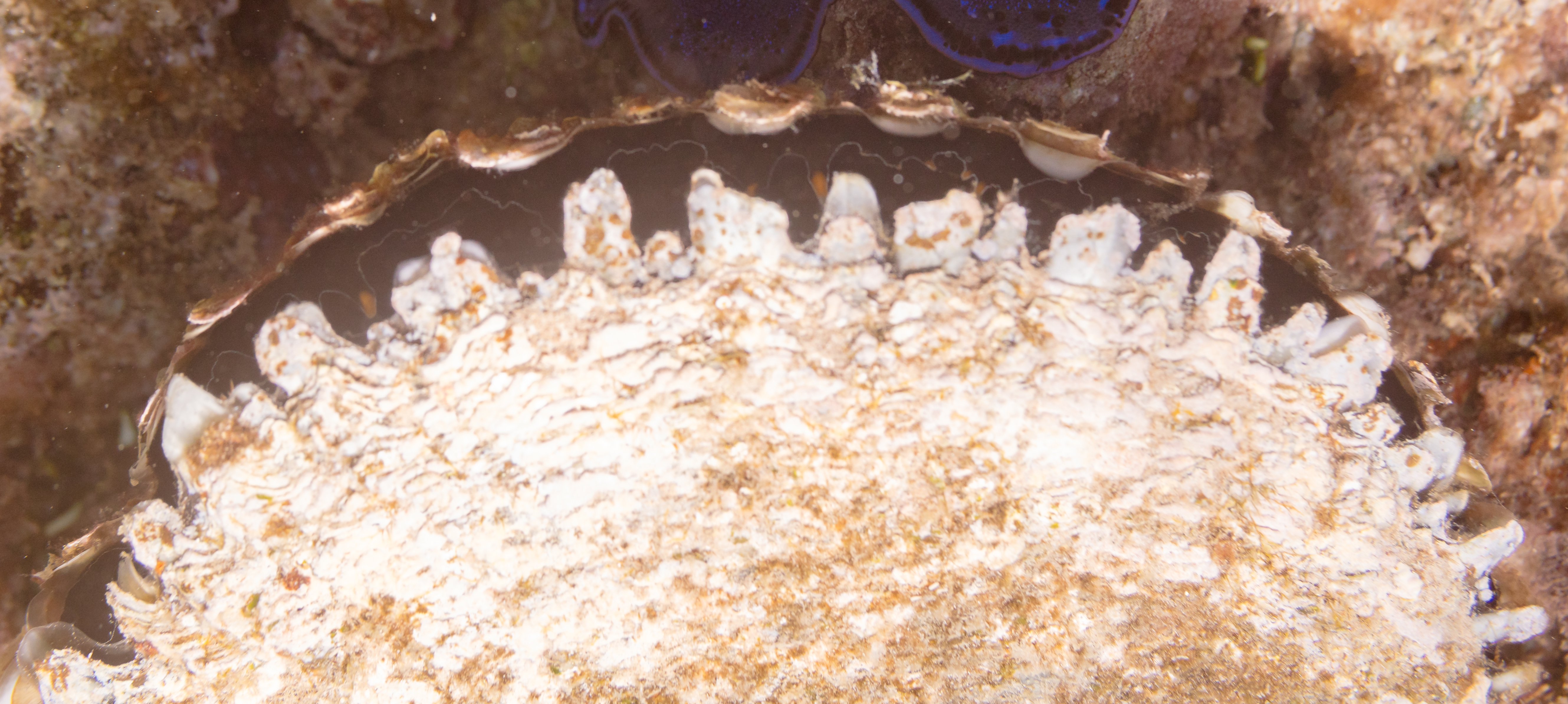
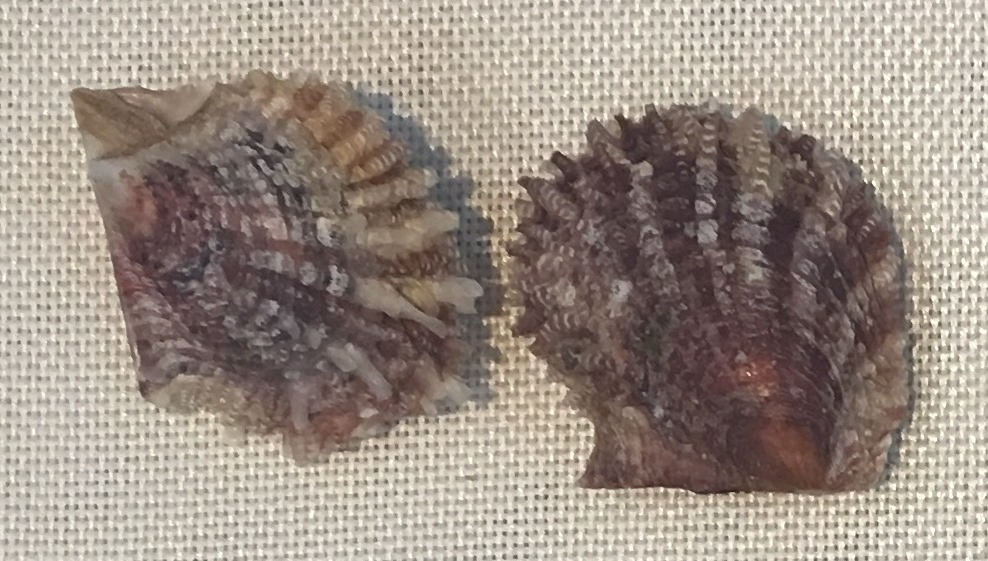
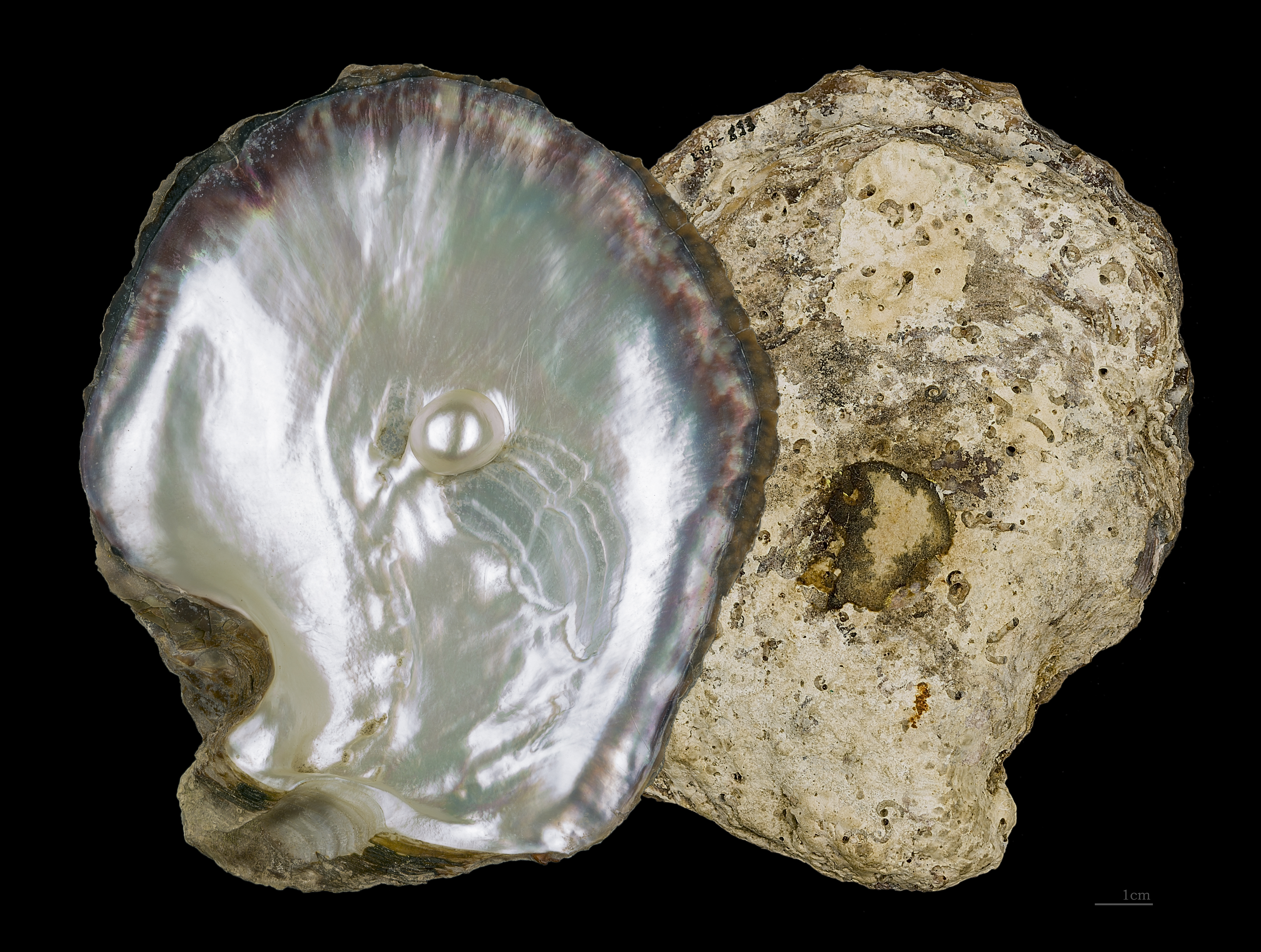